# Kl 107 (航空機)
クレム Kl 107
クレム Kl 107 C
- 用途：民間多用途機
- 製造者：クレム
- 初飛行：1940年
- 生産数：75機

クレム Kl 107（Klemm Kl 107）は、1940年にドイツのクレム社で設計、製造された2座の軽飛行機である。
Kl 107は、固定式の尾輪式降着装置を持つ木製構造の片持ち式低翼単葉機であった。連合国軍の爆撃によりクレム社の工場が破壊されるまでに生産されたのは、僅かに試作機5機と約20機の量産型だけであった。第二次世界大戦後、西ドイツの航空機生産の制限下でクレム社は1955年に近代化したKl 107Bの生産を再開し、この機体に関する全ての権利をベルコウ社に譲渡するまで少数を量産した。ベルコウ社は、これに改良を加えKl 107Cとして製造し、後にこれを基にしてベルコウ Bo 207を開発した。

## 派生型
- Kl 107A - 戦時中の量産型（試作機5機と量産型約20機製造）
- Kl 107B - クレム製の戦後型（26機製造）
- Kl 107C - ベルコウ製の戦後型、3座席目と数々の改良（30機製造）

## 要目
(Kl 107A)
- 乗員：1名
- 乗客：1名

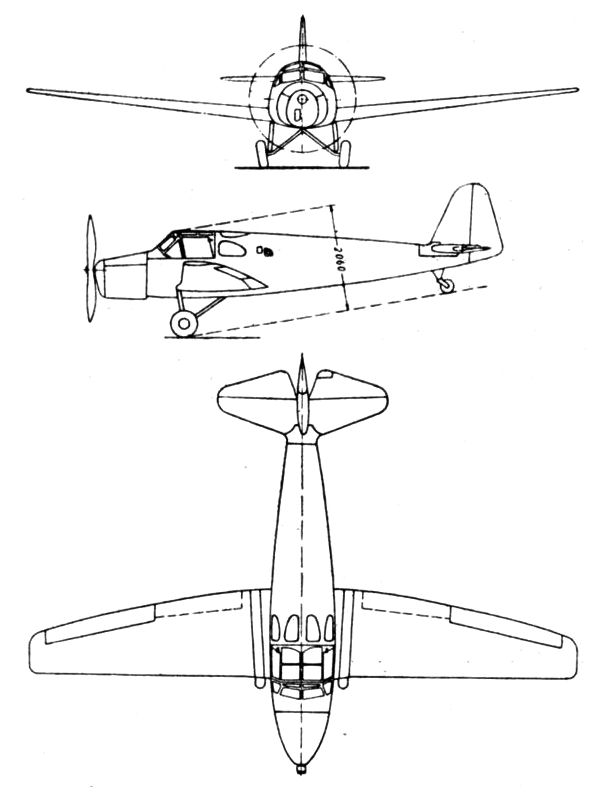
Klemm Kl 107

- 全長：8.16 m (26 ft 9 in)
- 全幅：10.87 m (35 ft 8 in)
- 全高：2.06 m (6 ft 9 in)
- 翼面積：15.7 m2 (169 ft2)
- 空虚重量：475 kg (1,047 lb)
- 全備重量：625 kg (1,378 lb)
- エンジン：1 × ヒルト HM 60R、61 kW (82 hp)
- 最大速度：190 km/h (118 mph)
- 巡航高度：5,550 m (18,200 ft)
- 航続距離：670 km (418 miles)